# سنوخس عصوي كاذب بيفرليبيرتوناي
هو طفيلي ثنائي الفلكتانيد أحادي العائل على خياشيم الهامور الغامق ,هامور هامشي. وقد وصفها غاي أوليفر في عام 1984  على أنها سيكلوبلكتانوم بيفرليبيرتوناي ، والتي أعاد أوليفر وصفها في عام 1987 ،  تم نقلها إلى جنس السنوخس عصوي كاذب بواسطة كريتسي و بيفرلي بيرتون في عام 1986  على أنها سنوخس عصوي كاذب بيفرليبيرتوناي ، أعاد وصفها كريتسي ، بيفرليبيرتوناي وآدامز في عام 2015 ،وأعيد وصفها في عام 2016 من قبل شعبان ، ونيفار ، وجي وجوستين. 

## الوصف
هو صغير أحادي الجين يبلغ طوله 0.5-1 مم. الأنواع لها الخصائص العامة للأنواع الأخرى من السنوخس عصوي كاذب ، بجسم مسطح وحاضن خلفي (حبتور) ، وهو العضو الذي من خلاله يعلق أحادي الجين نفسه بخياشيم المضيف. يحمل الحبتور قرصين مربعين ، أحدهما بطني والآخر ظهري.
العضو التناسلي الذكري المصلب ، أو "العضو الرباعي" ، له شكل حبة مع أربع حجرات داخلية ، كما هو الحال في الأنواع الأخرى من السنوخس عصوي كاذب .
يحتوي المهبل على جزء متصلب ، وهو هيكل معقد.

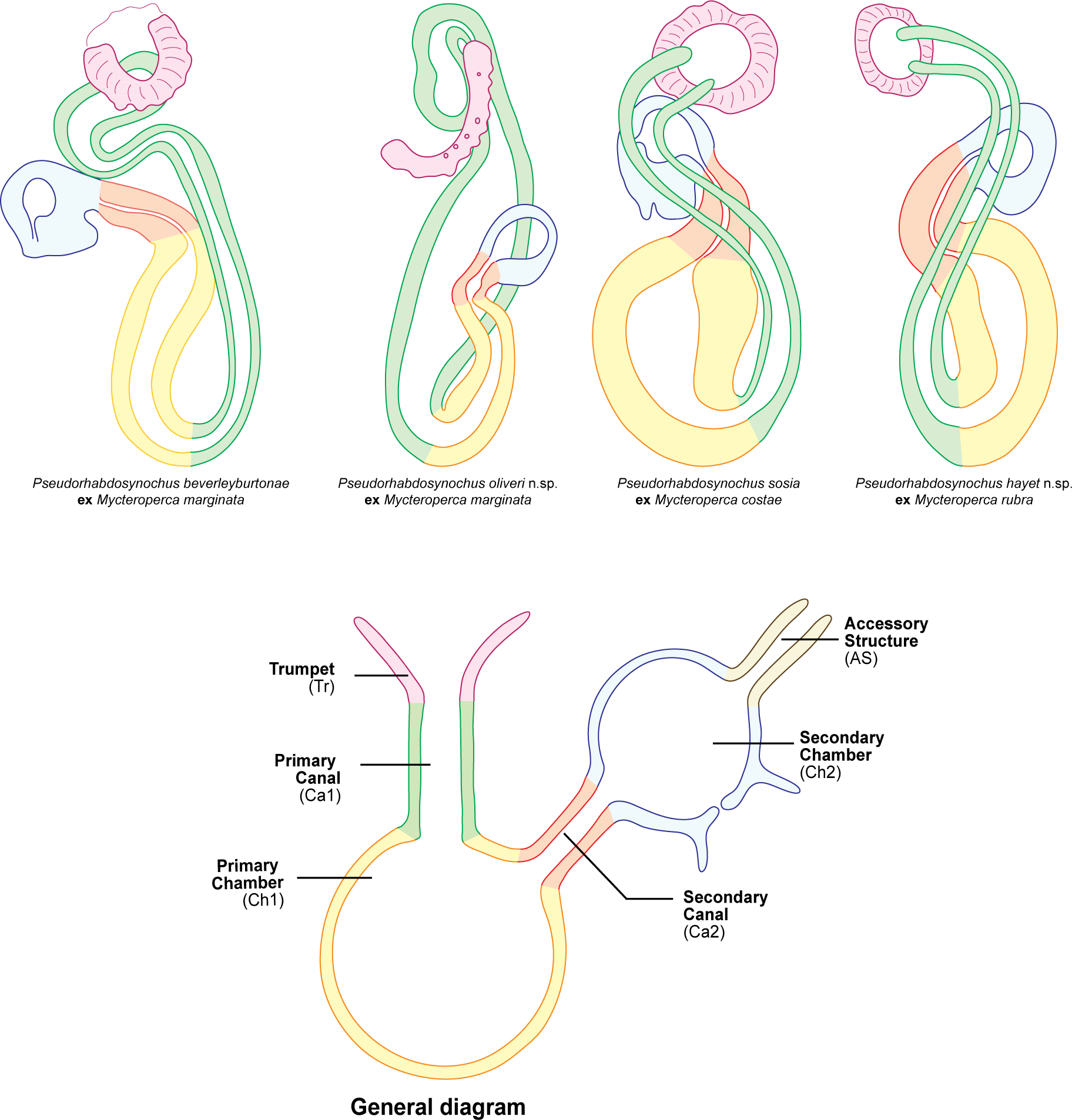
مجموعة سنوخس عصوي كاذب بيفرليبيريتوناي - متماثلات المهبل

تمت إعادة تصنيف السنوخس عصوي كاذب بيفرليبيرتوناي من عينات المتحف والمجموعات الجديدة من خارج تونس من قبل شعبان ونيفار وجي وجوستين ، الذين اقترحوا إقامة "مجموعة بيفرليبرتوناي" للأنواع التي تشترك في خصائصها ، بما في ذلك المهبل المتصلب وأقراص الحرشفية ، وتستضيف أسماك الوقار التي تنتمي إلى جنس مايكتيروبيركا في البحر الأبيض المتوسط وشرق المحيط الأطلسي. هذه الأنواع هي P. sosia Neifar & Euzet ، 2007 ، P. Hayet Chaabane ، Neifar ، Gey & Justine ، 2016 و P. oliveri Chaabane ، Neifar ، Gey & Justine ، 2016.

## أصل التسمية
وفقا لأوليفر (1984) ، تم تسمية سنوخس عصوي كاذب بيفرليبيرتوناي تكريما للدكتورة ماري بيفرلي بيرتون من جامعة جويلف (أونتاريو ، كندا).

## المضيفين والمحليات

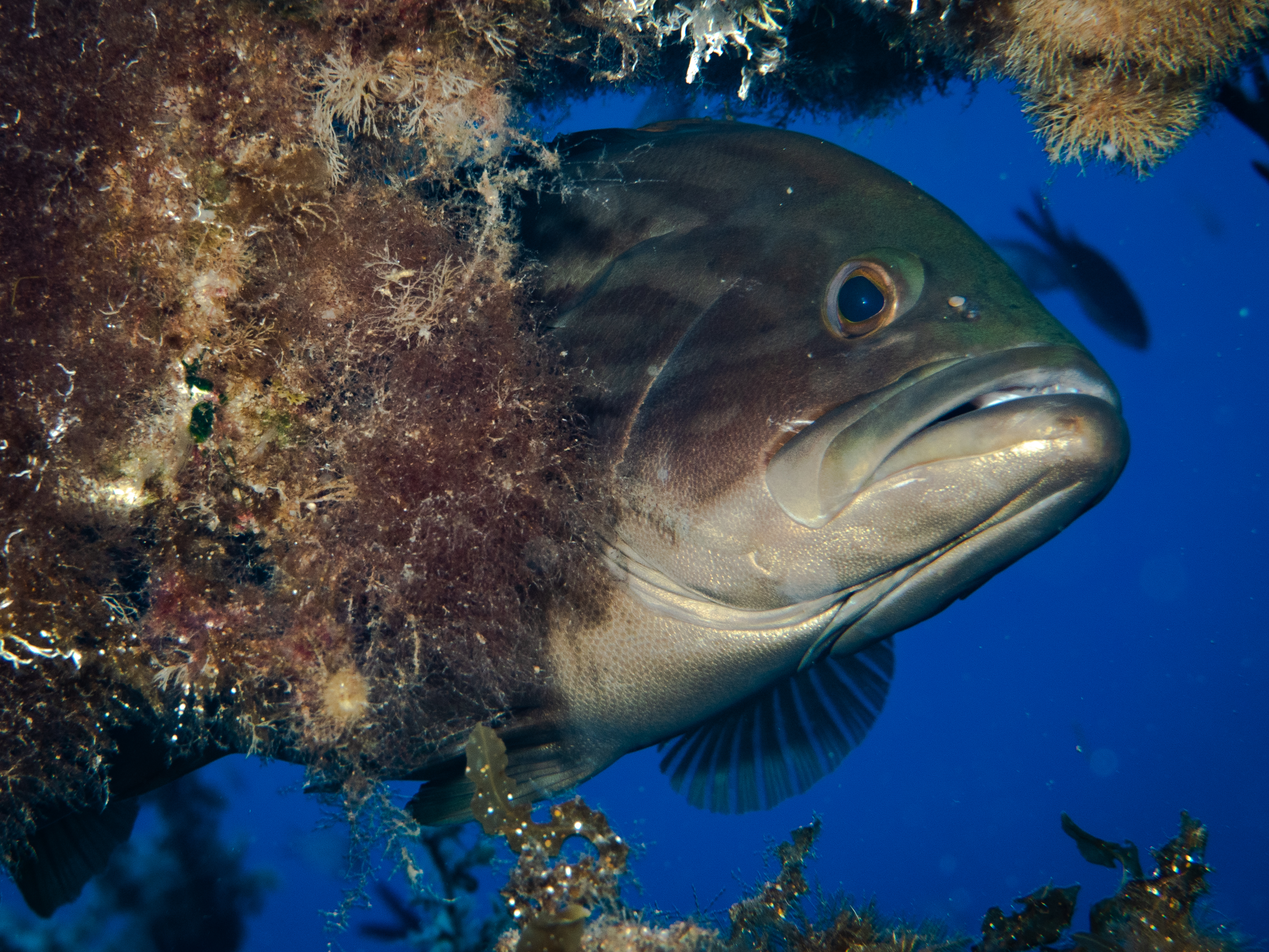
الهامور الغامق ، هامور هامشي هو مضيف نوع سرنخس عصوي كاذب بيفرليبيرتوناي

نوع المضيف والمضيف الوحيد المسجل لـ سنوخس عصوي كاذب بيفرليبيريتوناي هو الهامور الغامق , هامور هامشي ، والذي تم تحديده على أنه هامور هامشي في الوصف الأصلي بواسطة أوليفر. النوع المحلي هو الساحل القرمزي (البحر الأبيض المتوسط ، فرنسا). كما تم تسجيل هذا النوع من نفس العائل قبالة تونس. 
سنوخس عصوي كاذب بيفرليبيرتوناي هي واحدة من عدد قليل من الكائنات أحادية الجين المسجلة على جانبي المحيط الأطلسي ؛ تم العثور عليها على مضيفها من النوع الهامور الهامشي قبالة البرازيل. 

## المعرض

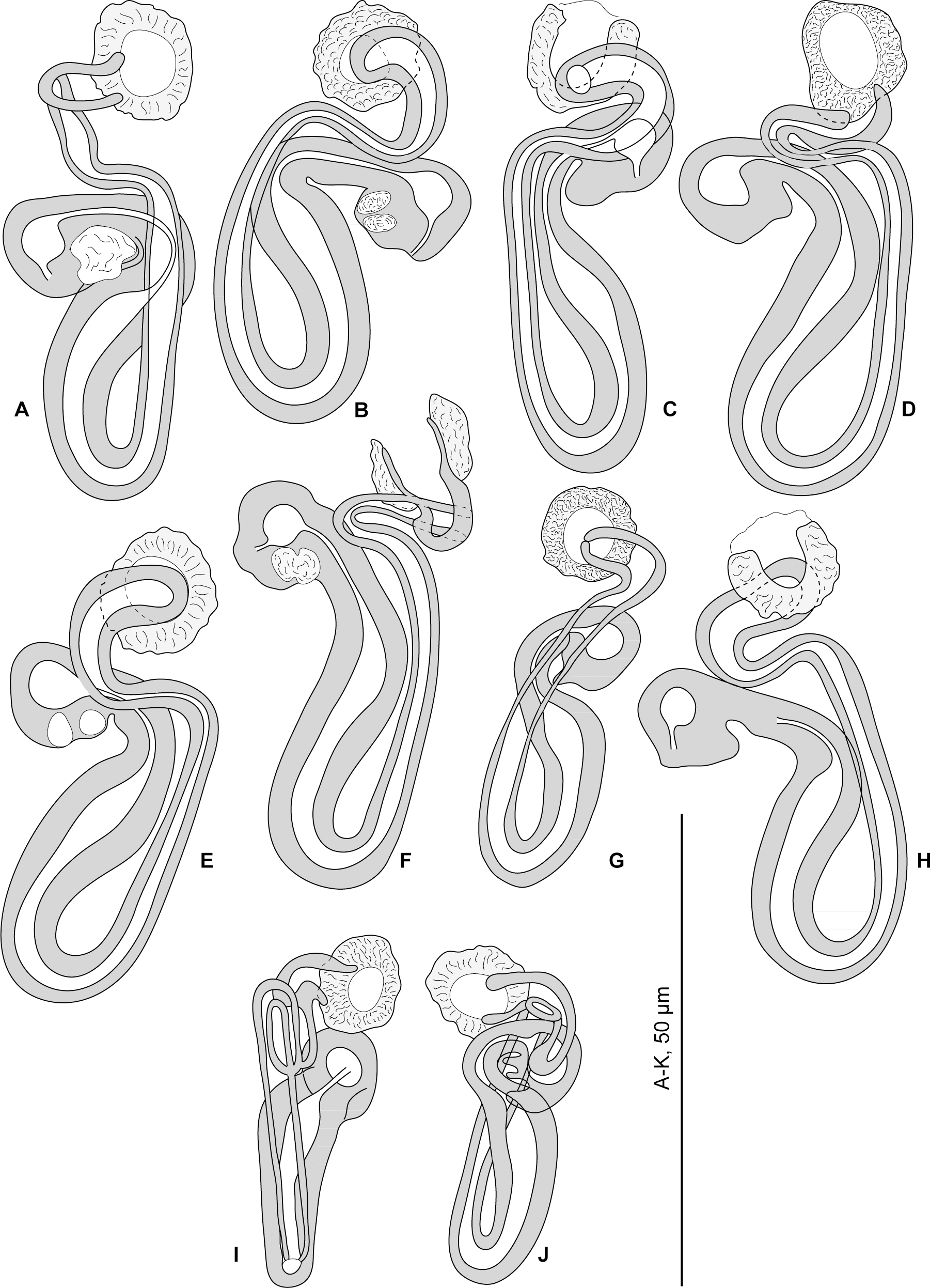
صورة توضيحيةالمهبل
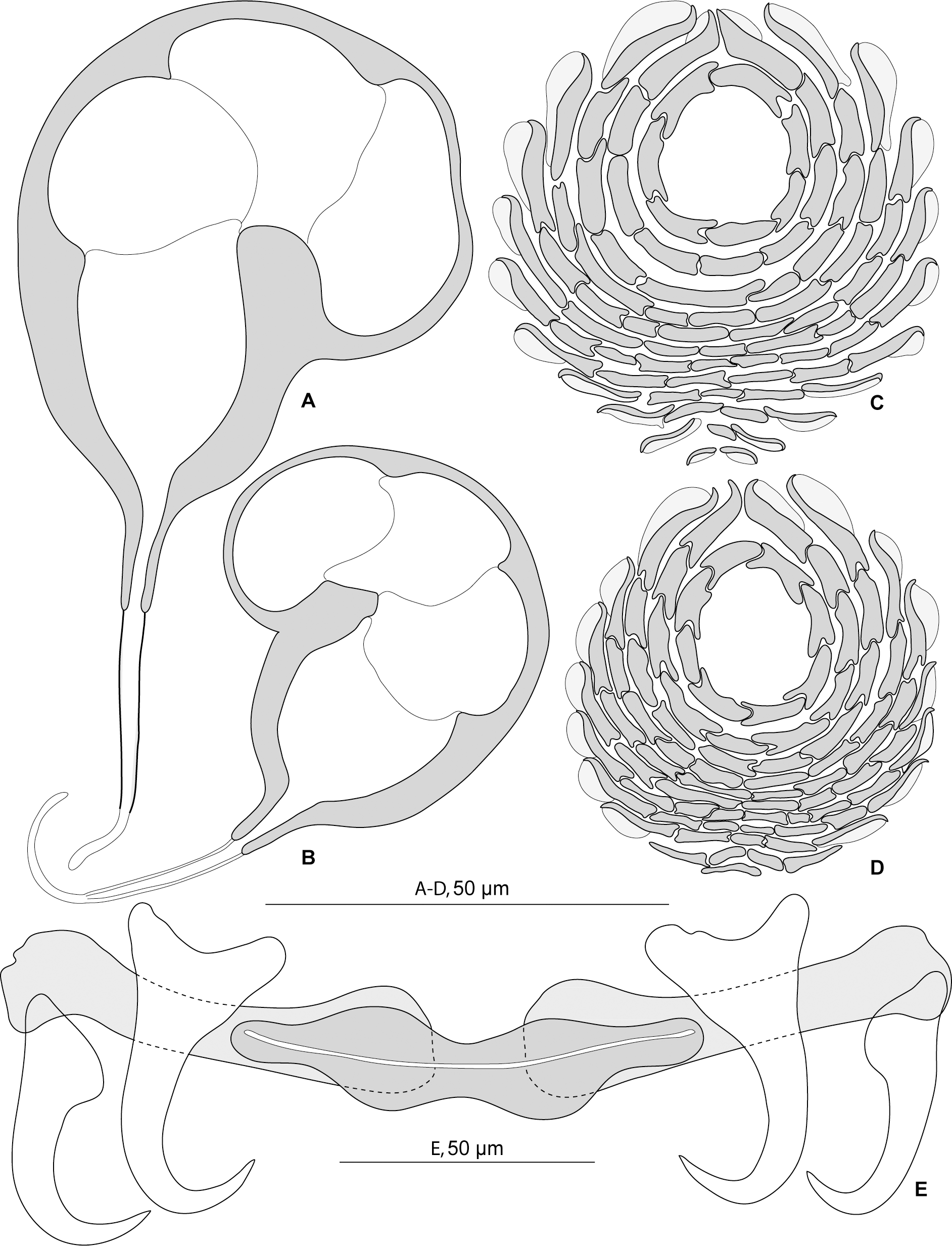
صورة توضيحية لالجهاز التناسلي الذكري والأقراص
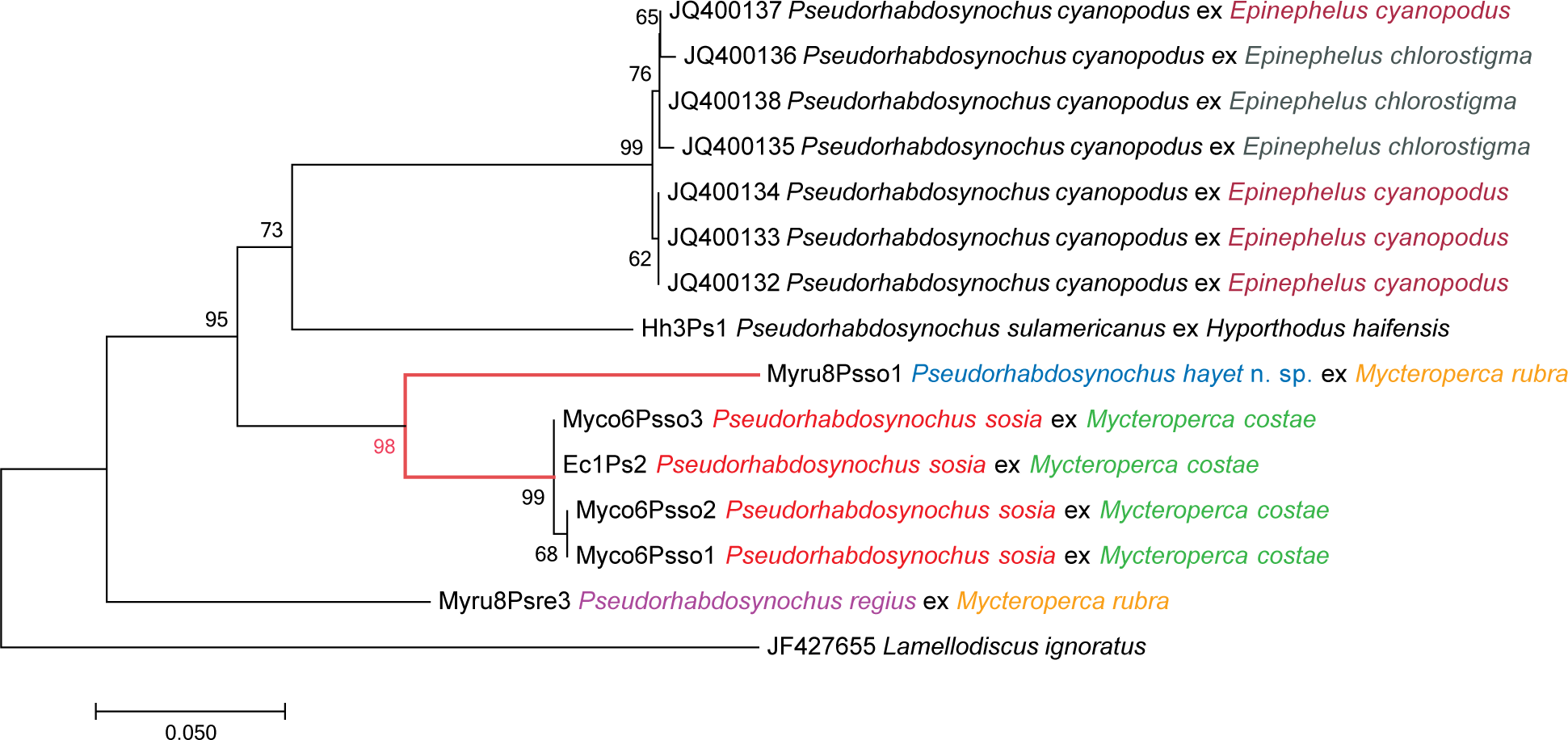
علاقات النشوء والتطور